# Marie-Prosper-Adolphe de Bonfils
Marie-Prosper-Adolphe de Bonfils (Cherbourg, 5 aprile 1841 – Le Mans, 2 giugno 1912) è stato un vescovo cattolico francese.

## Biografia
Nacque da César-Amédée Bonfils e Joséphine-Louise-Constance Dubost. Fu ordinato sacerdote il 23 dicembre 1865.

### Ministero episcopale
Il 22 marzo 1898 fu nominato vescovo di Le Mans con decreto del presidente della Repubblica; nomina che fu confermata il 24 marzo dello stesso anno. 
Il 29 giugno 1898 nella chiesa di san Rocco di Parigi ricevette la consacrazione episcopale dalle mani del cardinale François-Marie-Benjamin Richard, co-consacranti il vescovo di Clermont Pierre-Marie Belmont e il vescovo titolare di Arsinoe di Arcadia Charles-Joseph-Louis-Abel Gilbert.
Morì a Le Mans il 2 giugno 1912.

## Genealogia episcopale e successione apostolica
La genealogia episcopale è:
- Cardinale Scipione Rebiba
- Cardinale Giulio Antonio Santori
- Cardinale Girolamo Bernerio, O.P.
- Arcivescovo Galeazzo Sanvitale
- Cardinale Ludovico Ludovisi
- Cardinale Luigi Caetani
- Cardinale Ulderico Carpegna
- Cardinale Paluzzo Paluzzi Altieri degli Albertoni
- Papa Benedetto XIII
- Papa Benedetto XIV
- Papa Clemente XIII
- Cardinale Marcantonio Colonna
- Cardinale Giacinto Sigismondo Gerdil, B.
- Cardinale Giulio Maria della Somaglia
- Cardinale Carlo Odescalchi, S.I.
- Vescovo Eugène de Mazenod, O.M.I.
- Cardinale Joseph Hippolyte Guibert, O.M.I.
- Cardinale François-Marie-Benjamin Richard de la Vergne
- Vescovo Marie-Prosper-Adolphe de Bonfils

La successione apostolica è:
- Cardinale Louis-Ernest Dubois (1901)
- Arcivescovo Alfred-Jules Mélisson (1907)
- Arcivescovo Marie-Augustin-Olivier de Durfort de Civbac de Lorge (1911)

## Opere
- Marie-Prosper-Adolphe de Bonfils, I vangeli della domenica e delle feste principali, 1898.
- Marie-Prosper-Adolphe de Bonfils, Status sinodale della diocesi di Mans, 1902.
- Marie-Prosper-Adolphe de Bonfils, Piano di istruzione da usare per i sacerdoti della diocesi di Mans, 1907.